# Arata (Argentine)
Pour les articles homonymes, voir Arata.
Arata est une localité argentine située dans le département de Trenel, dans la province de La Pampa.

## Démographie
La localité compte 1 026 habitants (Indec, 2010), soit une augmentation de 5,3 % par rapport au précédent recensement de 2001 qui comptait 974 habitants.